# Shangri-La (Tità)
Shangri-La és una regió extensa i fosca de la lluna de Saturn, Tità. El nom li fou donat en referència a Shangri-La, el paradís mític al Tibet. Es creu que es tracta d'una immensa plana de material fosc. També es creu que aquestes regions de Tità eren mars, però que avui en dia són secs.
Shangri-La està sembrada per "illes" brillants de terres elevades. Està delimitada per les regions més extenses de terres elevades: Xanadu a l'est, Adiri a l'oest, i Dilmun al nord. La sonda Huygens aterrà l'any 2005 a la part de més a l'oest de Shangri-La, prop del límit amb Adiri.